# 美國偶像 (第六季)
《美國偶像》第六季在2007年1月16日由美國福克斯電視台首播，播放至2007年5月23日。寶拉·阿巴杜、西門·考爾和蘭迪·傑克遜繼續任評判，瑞安·西克雷斯特繼續任主持。
本季的冠軍是喬丁·斯帕克斯，一位17歲的女歌手。

## 海選
第六季的海選城市及地點如下：
- 巴莎迪那市, 加州：玫瑰碗球場 - 2006年8月6日
- 聖安東尼奧, 德克薩斯州：Alamodome - 2006年8月11日
- 東拉塞福, 新澤西州：大陸航空體育館 - 2006年8月14日
- 伯明罕, 阿拉巴馬州：Birmingham Jefferson Convention Complex - 2006年8月21日
- 孟菲斯, 田納西州：FedExForum - 2006年9月3日
- 明尼阿波利斯, 明尼蘇達州：Target Center - 2006年9月8日
- 西雅圖, 華盛頓州：KeyArena - 2006年9月19日

## 準決賽
準決賽的名單在2月14日播出的第十集公佈，準決賽的比賽由2月20日開始。每周播放三集：男選手演唱、女選手演唱和淘汰結果。
基本上比賽過程和第四季及第五季沒有分別。準決賽者也有二十四名，分別有十二男和十二女。男選手在星期二演出，女選手在星期三演出。在播放完畢的兩小時內美國的觀眾可以開始投票自己喜歡的偶像，最低票數的兩男和兩女會在星期四的那集淘汰出局。
二十四名準準決賽者如下：
| 女選手                               | 男選手                            |
| ------------------------------------ | --------------------------------- |
| 亞蘭娜·亞歷山大（Alaina Alexander）  | 魯迪·卡登納斯（Rudy Cárdenas）    |
| 安東妮拉·芭芭（Antonella Barba）     | 傑瑞德·科特爾（Jared Cotter）     |
| 美琳達·杜立德（Melinda Doolittle）   | 森丹斯·亨特（Sundance Head）      |
| 史塔芬妮·愛德華（Stephanie Edwards） | 保羅·金（Paul Kim）               |
| 吉娜·葛萊森（Gina Glocksen）         | 布萊克·路易斯（Blake Lewis）      |
| 蘭詩妮·亨特（Leslie Hunt）           | 辛扎雅·馬拉卡（Sanjaya Malakar）  |
| 拉吉莎·瓊斯（LaKisha Jones）         | 尼克·柏圖（Nick Pedro）           |
| 艾米·卡爾巴斯（Amy Krebs）           | 克里斯·理查遜（Chris Richardson） |
| 海莉·斯卡納圖（Haley Scarnato）      | 布萊頓·羅傑斯（Brandon Rogers）   |
| 薩比里娜·史隆（Sabrina Sloan）       | 克里斯·斯萊（Chris Sligh）        |
| 喬丁·斯帕克斯（Jordin Sparks）       | 菲爾·斯泰茜（Phil Stacey）        |
| 妮可·特蘭奎洛（Nicole Tranquillo）   | AJ·榻巴杜（A.J. Tabaldo）         |

### 女選手
| 薩比里娜·史隆 (35422)，來自加州的Mission Viejo。她曾在美國進行百老匯音樂劇《Hairspray》的巡迴演出。她在伊利諾州的西北大學得到音樂劇團和溝通研究學士學位。 1. 《I Never Loved a Man (The Way I Love You)》 （艾瑞莎·弗蘭克林） 2. 《All the Man That I Need》 （惠特妮·休士頓） 3. 《Don't Let Go (Love)》 （En Vogue）- 2007年3月8日 被淘汰 |
| 安東妮拉·芭芭 (2123)，20歲，她是美國天主教大學的大學生，來自新澤西州的Point Pleasant。她和她的最好朋友阿曼達·克鲁西奧一同參加海選，並一同晉級到好萊塢，通過了第三圈的比賽，但是阿曼達不幸在四十強時止步。不久後，網上流傳了安東妮拉和數名女性在海灘半裸上身的照片。照片曝光後立即引來大眾注意，在2007年2月27日還在今日美國登了一篇文章。最充滿爭議性的部份就是福克斯新聞的The O'Reilly Factor等節目內展示了Vote For the Worst（投出最差）網頁上安東妮拉口交的照片。安東妮拉在噴泉前拍的濕身照也流傳到網上，然而，安東妮拉的好朋友阿曼達·克鲁西奧說那些帶性意識的照片是假的。. 1. 《I Don't Want to Miss a Thing》 （史密斯飛船） 2. 《Because You Loved Me》 （席琳·狄翁） 3. 《Put Your Records On》 （肯妮·貝兒）- 2007年3月8日 被淘汰 |
| 蘭詩妮·亨特 (73560)（1982年3月23日），來自芝加哥的25歲職業溜狗人，她在第六季《美國偶像》開始前曾於《美國偶像》的廣告出現。她自稱為獨立搖滾歌手。她患有紅斑性狼瘡。 1. 《(You Make Me Feel Like) A Natural Woman》 （艾瑞莎·弗蘭克林） 2. 《Feeling Good》 （妮娜·西蒙） - 2007年3月1日 被淘汰 |
| 亞蘭娜·亞歷山大 (66442)，在洛杉磯參加海選。來自加州西好萊塢的24歲女歌手。在第六季《美國偶像》海選之前，亞蘭娜透露，經過六年奮鬥，使其在她曾在洛杉磯音樂業務，她決定不再唱歌了，並且上大學，並決定去參加海選。她視《美國偶像》為追求她歌唱生涯的最後機會。她在海選時唱的是麥可·布雷的《Feeling Good》。 1. 《Brass in Pocket》 （The Pretenders） 2. 《Not Ready to Make Nice》 （狄克西女子合唱團） - 2007年3月1日 被淘汰 |
| 妮可·特蘭奎洛 (60162)，21歲，來自賓夕法尼亞州Wernersville。她獲得了重大的聲樂學位在藝術大學，她在孟菲斯參與海選。 1. 《Stay》 （Chaka Khan） - 2007年2月22日 被淘汰 |
| 艾米·卡爾巴斯 (80984)，22歲，來自華盛頓州Federal Way，她在西雅圖參與海選。 1. 《I Can't Make You Love Me》 （Bonnie Raitt） - 2007年2月22日 被淘汰 |

### 男選手
| 森丹斯·亨特 (53540)，在孟菲斯參加海選，居住在德州的Porter。28歲，父親是六十年代歌手Roy Head，他在1965年有一首排行第二的單曲《Treat Her Right》，第一位則被披頭四佔據了，森丹斯說因為這個原因他的父親不喜歡披頭四。 1. 《Nights in White Satin》 （The Moody Blues） 2. 《Mustang Sally》 （威爾森·皮凱特） 3. 《Jeremy》 （珍珠果醬） - 2007年3月8日被淘汰                                                                    |
| 傑瑞德·科特爾 (8067)（1981年6月17日生），來自紐約的Kew Gardens。25歲的他在紐約市參加海選。傑瑞德在讀大學時是籃球手，但他發現自己的能力不能作NBA的籃球手，所以放棄了打籃球轉行做歌手。 1. 《Back at One》 （Brian McKnight） 2. 《Let's Get It On》 （Marvin Gaye） 3. 《If You Really Love Me》 （史提夫·汪達） - 2007年3月8日被淘汰                                                                                          |
| AJ·榻巴杜 (66398)（1985年1月3日生），在洛杉磯參加海選，22歲，來自加州的Santa Maria。AJ是菲律賓和葡萄牙混血兒。之前已經參與過五次《美國偶像》的海選。 1. 《Never Too Much》 （Luther Vandross） 2. 《Feeling Good》 （麥可·布雷） - 2007年3月1日被淘汰 |
| 尼克·柏圖 (10377)，25歲，在紐約參加海選，來自麻薩諸塞州的陶頓市。他在上一季的好萊塢周期間因為忘記歌詞而自願退出比賽。這次海選他以唱出《Fly Me To The Moon》，使他得到第二個機會參與比賽。 1. 《Now and Forever》 （Richard Marx） 2. 《Fever》 （Peggy Lee） - 2007年3月1日被淘汰 |
| 魯迪·卡登納斯 (59576)（1985年3月3日生），在西雅圖參加海選，來自加州的北好萊塢的28歲選手。他是委內瑞拉人。他是洛杉磯樂團M-Pact的成員。他在海選時唱的歌曲是《Open Arms》。雖然歌曲不能打動西門，魯迪在好萊塢周打到其餘兩位評判的支持。在好萊塢周的團體歌唱環節時，他唱的歌曲是《How Deep Is Your Love》，團員包括有克里斯·斯萊、布萊克·路易斯等。成功打動了評判。 1. 《Free Ride》 （Edgar Winter Group） - 2007年2月22日被淘汰 |
| 保羅·金 (74201) （1981年3月26日生），在洛杉磯參與海選。他來自加州的Saratoga。他是韓國人。他來比賽的原因，是要改變前季的孔慶翔給亞洲人帶來的刻板形象。他的表現成功打動評判，蘭迪還說他的聲音是他在第六季中聽過最好的。 1. 《Careless Whisper》 （威猛樂隊） - 2007年2月22日被淘汰 |

## 決賽
十二強的名單在2007年3月8日公佈。一如以往，《美國偶像》會為十二強出一張合輯，男方的頭五名和女方的頭五名也會進行夏天舉辦的巡迴演唱。每周得到最低票數的一人會被淘汰。
- 以姓氏排次序先後。已被淘汰的參賽者會標示淘汰日期，按淘汰先後次序排行。

|  | 喬丁·斯帕克斯 (80066) ，（1989年12月22日生），17歲。來自亞利桑那州的Glendale。她在西雅圖參加海選。佐丹在2003年時曾在美國歌唱節目《America's Most Talented Kid》出現。她在海選時唱的是席琳·狄翁的《Because You Loved Me》。她的父親菲利柏·斯帕克斯是NFL的前後衛。她在2005年和2006年間亦在基督歌手米高·維塔克·史密夫的聖誕節巡迴演唱Christmastime中演出。 1. 《Give Me One Reason》 （Tracy Chapman） 2. 《Reflection》 （克莉絲汀·阿奎萊拉） 3. 《Heartbreaker》 （Pat Benatar） 4. 《If We Hold On Together》 （黛安娜·洛絲） 5. 《I (Who Have Nothing)》 （Shirley Bassey/Tom Jones; 原唱 Ben E. King） 6. 《Hey Baby》 （不要懷疑） 7. 《On a Clear Day》 （芭芭拉·史翠珊） - 2007年4月4日 頭三名 8. 《Rhythm Is Gonna Get You》 （Gloria Estefan） 9. 《A Broken Wing》（Martina McBride） 10. 《You'll Never Walk Alone》（from the musical Carousel） 11. 《Livin' on a Prayer》（邦喬飛） 12. 《To Love Somebody》（比吉斯） 13. 《Woman in Love》（芭芭拉·史翠珊） 14. 《Wishing on a Star》（Rose Royce） 15. 《She Works Hard for the Money》（Donna Summer） 16. 《I (Who Have Nothing)》（Shirley Bassey/Tom Jones; 原唱 Ben E. King） 17. 《Fighter》（克莉絲汀·阿奎萊拉） 18. 《A Broken Wing》（Martina McBride） 19. 《This Is My Now》 - 《美國偶像》歌曲創作比賽冠軍 - 冠軍 - 2007年5月23日 |
|  | 布萊克·路易斯 (77804)，（1981年7月21日生），25歲。在西雅圖參與海選。來自華盛頓州的Bothell。他聲稱是城市的BeatBox冠軍，布萊克在海選時，在評判前表演了他的BeatBox，並唱了Seal的《Crazy》。布萊克通過了海選，但西門說他：「你沒有你自己想像的這樣好。」提醒他將來不要再表現得太過自信。 1. 《Somewhere Only We Know》 （基音樂團） 2. 《Virtual Insanity》 （傑米羅奎爾） 3. 《All Mixed Up》 （311） 4. 《You Keep Me Hanging On》 （The Supremes） 5. 《Time of the Season》 （The Zombies） 6. 《Lovesong》 （The Cure） 7. 《Mack the Knife》 （Bobby Darin） 8. 《I Need to Know》 （馬克·安東尼） 9. 《When the Stars Go Blue》（提姆·麥克羅）- 2007年4月18日 尾三 10. 《Imagine》（約翰·藍儂） 11. 《You Give Love a Bad Name》（邦喬飛） 12. 《You Should Be Dancing》（比吉斯） 13. 《This Is Where I Came In》（比吉斯） 14. 《Roxanne》（The Police） 15. 《This Love》（魔力紅） 16. 《When I Get You Alone》（Robin Thicke） 17. 《You Give Love a Bad Name》（邦喬飛） 18. 《She Will Be Loved》（魔力紅） 19. 《This Is My Now》 - 《美國偶像》歌曲創作比賽冠軍 - 亞軍 - 2007年5月23日 |
|  | 美琳達·杜立德 (57073)，（1977年12月1日生）29歲，在孟菲斯參與海選。來自田納西州的Brentwood。她對於當專業和聲歌手的工作感到厭倦，決定參加《美國偶像》。她承認仍對於這比賽感到緊張。她海選時唱了史提夫·汪達的《For Once In My Life》，她美好的聲音立即得到了評判的稱讚。在比賽期間，她多次得到評判的讚賞，而她受寵若驚的反應同時亦令她為人熟悉。 1. 《(Sweet Sweet Baby) Since You've Been Gone》 （艾瑞莎·弗蘭克林） 2. 《My Funny Valentine》 （Chet Baker） 3. 《I'm a Woman》 （Peggy Lee/Maria Muldaur） 4. 《Home》 （黛安娜·洛絲） 5. 《As Long As He Needs Me》 （Shirley Bassey） 6. 《Heaven Knows》 （Donna Summer 及 Brooklyn Dreams） 7. 《I Got Rhythm》 （Ethel Merman） - 2007年4月4日 頭三名 8. 《Sway》 （Dean Martin） 9. 《Trouble is a Woman》（Julie Reeves） 10. 《There Will Come a Day》（菲絲·希爾） 11. 《Have a Nice Day》（邦喬飛） 12. 《Love You Inside Out》（比吉斯） 13. 《How Can You Mend a Broken Heart?》（比吉斯） 14. 《I Believe in You and Me》（惠特妮·休士頓） 15. 《Nutbush City Limits》（艾克與蒂娜·透娜） 16. 《I'm a Woman》 （Peggy LeeMaria Muldaur） - 2007年5月16日 被淘汰 |
|  | 拉吉莎·瓊斯 (8292)，（1980年1月13日生），27歲的銀行出納員。來自密西根州的Flint。海選時唱的是艾瑞莎·弗蘭克林的《Think》，得到評判的讚賞，晉級到好萊塢。和3歲的女兒喜極而泣。拉吉莎也在2005年參與了休士頓的《Gimme the Mike》，得到了第二名。 1. 《And I Am Telling You I'm Not Going》（Jennifer Holliday） 2. 《Midnight Train to Georgia》 （Gladys Knight & the Pips） 3. 《I Have Nothing》 （惠特妮·休士頓） 4. 《God Bless the Child》 (Billie Holiday/黛安娜·洛絲) 5. 《Diamonds Are Forever》 （Shirley Bassey） 6. 《Last Dance》 （Donna Summer） 7. 《Stormy Weather》 （Lena Horne） - 2007年4月4日 頭三名 8. 《Conga》 （Gloria Estefan） 9. 《Jesus, Take the Wheel》（卡麗·安德伍）- 2007年4月18日 尾二 10. 《I Believe》（范塔莎） 11. 《This Ain't a Love Song》（邦喬飛） - 2007年5月9日 被淘汰 |
|  | 克里斯·理查遜 (8963)，（1984年2月19日生），23歲。他在紐約參加海選，來自維吉尼亞州的Chesapeakes。海選時蘭迪·傑克遜把他和賈斯汀·汀布萊克比較。 1. 《I Don't Want to Be》 （Gavin DeGraw） 2. 《Geek In the Pink》 （Jason Mraz） 3. 《Tonight I Wanna Cry （Keith Urban） 4. 《The Boss》 （黛安娜·洛絲） 5. 《Don't Let the Sun Catch You Crying》 （Gerry & the Pacemakers） - 2007年3月21日 尾二 6. 《Don't Speak》 （不要懷疑） 7. 《Don't Get Around Much Anymore》 （Duke Ellington） 8. 《Smooth》 （Santana & Rob Thomas）- 2007年4月11日 尾三 9. 《Mayberry》（Rascal Flatts） 10. 《Change the World》（埃里克·克萊普頓） 11. 《Wanted Dead or Alive》- 2007年5月2日 被淘汰（邦喬飛） |
|  | 菲爾·斯泰茜 (51815)，29歲的他是美國海軍。菲爾在孟菲斯參加海選，他來自佛羅里達州的傑克遜維爾。因為要參加《美國偶像》海選，他錯過了女兒出生的一刻。 1. 《I Could Not Ask for More》 （Edwin McCain） 2. 《Missing You》 （John Waite） 3. 《I Need You》 （LeAnn Rimes） 4. 《I'm Gonna Make You Love Me》 （Dee Dee Warwick/The Supremes & The Temptations） - 2007年3月14日 尾三 5. 《Tobacco Road》 （The Nashville Teens） 6. 《Every Breath You Take》 （The Police） - 2007年3月28日 尾三 7. 《Night and Day》（法蘭克·辛納屈）- 2007年4月4日 尾三 8. 《Maria Maria》 （Santana & The Product G&B）- 2007年4月11日 尾二 9. 《Where the Blacktop Ends》（Keith Urban） 10. 《The Change》（Garth Brooks） 11. 《Blaze of Glory》（邦喬飛） - 2007年5月2日 被淘汰 |
|  | 辛扎雅·馬拉卡 (80203)，（1989年9月10日生），17歲。他和姊姊莎雅米在西雅圖一同參加海選，他在海選時唱的是《Signed, Sealed, Delivered》。他來自華盛頓州的Federal Way。在他海選後，西門說他的聲音比他姊姊好。而兩人一同晉級至好萊塢，姊姊莎雅米在四十強的淘汰中被淘汰，辛扎雅得知姊姊被淘汰後，淚汪汪地和姊姊擁抱。 1. 《Knocks Me Off My Feet》 （史提夫·汪達） 2. 《Steppin' Out With My Baby》 （Tony Bennett） 3. 《Waiting on the World to Change》 （約翰·梅爾） 4. 《Ain't No Mountain High Enough》 （黛安娜·洛絲） - 2007年3月14日 尾二 5. 《You Really Got Me》 （The Kinks） 6. 《Bathwater》 （不要懷疑） 7. 《Cheek to Cheek》 （Fred Astaire） 8. 《Bésame Mucho》 （Consuelo Velázquez） 9. 《Smooth》 （Santana & Rob Thomas） 10. 《Something to Talk About》 （Bonnie Raitt） - 2007年4月18日 被淘汰 |
|  | 海莉·斯卡納圖 (50411)，（1982年6月15日生），24歲。她以前是婚禮樂團的主唱歌手。來自舊金山。 1. 《It's All Coming Back to Me Now》 （席琳·狄翁） 2. 《Queen of the Night》 （惠特妮·休士頓） 3. 《If My Heart Had Wings》 （菲絲·希爾） 4. 《Missing You》 （黛安娜·洛絲） 5. 《Tell Him》 （The Exciters]]/Billie Davis） 6. 《True Colors》 （Cyndi Lauper） - 2007年3月28日 尾二 7. 《Ain't Misbehavin'》 （艾拉·費茲潔拉） - 2007年4月4日 尾二 8. 《Turn the Beat Around》 （Vicki Sue Robinson/Gloria Estefan） - 2007年4月11日 被淘汰 |
|  | 吉娜·葛萊森 (53750)，（1984年7月4日生），22歲，在孟菲斯參與海選，來自伊利諾州的Naperville。她在第五季時在芝加哥參加過海選，並晉級至好萊塢，但她在四十強前被淘汰了。 1. 《All By Myself》 （Eric Carmen） 2. 《Alone》 （Heart） 3. 《Call Me When You're Sober》 （伊凡賽斯樂團） 4. 《Love Child》 （The Supremes） 5. 《Paint It, Black》 （滾石樂隊） 6. 《I'll Stand By You》 （The Pretenders） 7. 《Smile》 （Nat King Cole） - 2007年4月4日 被淘汰 |
|  | 克里斯·斯萊 (24994)，28歲，來自南卡羅來納州的Greenville。他在伯明罕參加海選，並在評判前說：我很想令David Hasselhoff哭。（David Hasselhoff在《美國偶像》第五季泰勒·希克斯勝出時激動得哭出來） 1. 《Typical》 （Mute Math） 2. 《Trouble》 （Ray LaMontagne） 3. 《Wanna Be Loved》 （dc Talk） 4. 《Endless Love》 （黛安娜·洛絲 & Lionel Richie） 5. 《She's Not There》 （The Zombies） 6. 《Every Little Thing She Does Is Magic》 （The Police） - 2007年3月28日 被淘汰 |
|  | 史塔芬妮·愛德華 (52357)，19歲。來自喬治亞州的薩凡納。她在孟菲斯參加海選。 1. 《How Come You Don't Call Me》 （Alicia Keys; 原唱為王子） 2. 《Dangerously in Love》 （碧昂絲） 3. 《Sweet Thing》 （Rufus featuring Chaka Khan） 4. 《Love Hangover》 (黛安娜·洛絲) 5. 《You Don't Have to Say You Love Me》 （Dusty Springfield） - 2007年3月21日 被淘汰 |
|  | 布萊頓·羅傑斯 (74191)，29歲，來自加州的北好萊塢。布萊頓曾是克莉絲汀·阿奎萊拉、賈斯汀兩人聯辦演唱會的和聲歌手。海選時成功打動了評判，西門說他是該海選城市唱得最好的一位。 1. 《Rock with You》 （米高·積遜） 2. 《Time After Time》 （Cyndi Lauper） 3. 《I Just Want to Celebrate》 （Rare Earth） 4. 《You Can't Hurry Love》 （The Supremes） - 2007年3月14日 被淘汰 |

### 歌曲主題
如同第五季一樣，和主題有關的歌手會作參賽者的歌唱指導。
- 第一周 （3月13日） - 黛安娜·洛絲
- 第二周 （3月20日） - 英國入侵 - 彼得·努恩 and 露露
- 第三周 （3月27日） - 不要懷疑樂隊的歌曲及給予關·史蒂芬妮靈感的歌曲
- 第四周 （4月3日） - 美國古典樂 - 東尼·班尼特
- 第五周 （4月10日） - 拉丁音樂 - 珍妮佛·羅培茲
- 第六周 （4月17日） - 鄉村音樂 - Martina McBride
- 第七周 （4月24日） - 鼓舞人心的音樂[6]
- 第八周 （5月1日） - 搖滾 邦喬飛[7]
- 第九周 （5月8日） - 未知 - 巴裡·吉布[8]

### 淘汰日表演
- 第一周 （3月14日） - 黛安娜·洛絲獻唱新專輯的歌曲《More Today Than Yesterday》
- 第二周 （3月21日） - 彼得·努恩獻唱《There's a Kind of Hush》，露露獻唱《To Sir, With Love》
- 第三周 （3月28日） - 關·史蒂芬妮和阿肯合唱《The Sweet Escape》
- 第四周 （4月4日） - 因為東尼·班尼特生病缺席，麥可·布雷代替他獻唱法蘭克·辛納屈的歌曲《Call Me Irresponsible》
- 第五周 （4月11日） - 八參賽者唱出Enrique Iglesias的《Bailamos》。阿肯（Akon）獻唱《Don't Matter》。珍妮佛·羅培茲獻唱《Qué Hiciste》。
- 第六周 （4月18日） - 七強唱出Jo Dee Messina的《I'm Alright》，菲姬唱出《Big Girls Don't Cry》，Martina McBride 唱出《Anyway》。
- 第七周 （4月25日） - Idol Gives Back 特別表演。

### 淘汰歌曲
在選手淘汰後，會播放他在《美國偶像》的回顧片段，今季的背景歌曲就是道特雷樂團的《Home》。

## 準決賽/決賽排行榜單
| 女選手 | 男選手 | 十二強 | 廿四強 |

| 比賽： | 比賽：            | 準決賽 | 準決賽 | 準決賽 | 決賽 | 決賽 | 決賽 | 決賽 | 決賽 | 決賽 | 決賽  | 決賽 | 決賽 | 決賽 | 決賽 |  |  |  |  |  |
| 日期： | 日期：            | 2/22   | 3/1    | 3/8    | 3/14 | 3/21 | 3/28 | 4/4  | 4/11 | 4/18 | 4/25* | 5/2  | 5/9  | 5/16 | 5/23 |  |  |  |  |  |
| 排名   | 參賽者            | 結果   | 結果   | 結果   | 結果 | 結果 | 結果 | 結果 | 結果 | 結果 | 結果  | 結果 | 結果 | 結果 | 結果 |  |  |  |  |  |
| 1      | Jordin Sparks     |        |        |        |      |      |      |      |      |      |       |      |      |      | 冠軍 |  |  |  |  |  |
| 2      | Blake Lewis       |        |        |        |      |      |      |      |      | 尾三 |       |      |      |      | 亞軍 |  |  |  |  |  |
| 3      | Melinda Doolittle |        |        |        |      |      |      |      |      |      |       |      |      | 淘汰 |      |  |  |  |  |  |
| 4      | LaKisha Jones     |        |        |        |      |      |      |      |      | 尾二 |       |      | 淘汰 |      |      |  |  |  |  |  |
| 5-6    | Chris Richardson  |        |        |        |      | 尾二 |      |      | 尾三 |      | 淘汰  | 淘汰 |      |      |      |  |  |  |  |  |
| 5-6    | Phil Stacey       |        |        |        | 尾三 |      | 尾三 | 尾三 | 尾二 |      | 淘汰  | 淘汰 |      |      |      |  |  |  |  |  |
| 7      | Sanjaya Malakar   |        |        |        | 尾二 |      |      |      |      | 淘汰 |       |      |      |      |      |  |  |  |  |  |
| 8      | Haley Scarnato    |        |        |        |      |      | 尾二 | 尾二 | 淘汰 |      |       |      |      |      |      |  |  |  |  |  |
| 9      | Gina Glocksen     |        |        |        |      |      |      | 淘汰 |      |      |       |      |      |      |      |  |  |  |  |  |
| 10     | Chris Sligh       |        |        |        |      |      | 淘汰 |      |      |      |       |      |      |      |      |  |  |  |  |  |
| 11     | Stephanie Edwards |        |        |        |      | 淘汰 |      |      |      |      |       |      |      |      |      |  |  |  |  |  |
| 12     | Brandon Rogers    |        |        |        | 淘汰 |      |      |      |      |      |       |      |      |      |      |  |  |  |  |  |
| 13-16  | Sundance Head     |        |        | 淘汰   |      |      |      |      |      |      |       |      |      |      |      |  |  |  |  |  |
| 13-16  | Sabrina Sloan     |        |        | 淘汰   |      |      |      |      |      |      |       |      |      |      |      |  |  |  |  |  |
| 13-16  | Antonella Barba   |        |        | 淘汰   |      |      |      |      |      |      |       |      |      |      |      |  |  |  |  |  |
| 13-16  | Jared Cotter      |        |        | 淘汰   |      |      |      |      |      |      |       |      |      |      |      |  |  |  |  |  |
| 17-20  | Leslie Hunt       |        | 淘汰   |        |      |      |      |      |      |      |       |      |      |      |      |  |  |  |  |  |
| 17-20  | A.J. Tabaldo      |        | 淘汰   |        |      |      |      |      |      |      |       |      |      |      |      |  |  |  |  |  |
| 17-20  | Alaina Alexander  |        | 淘汰   |        |      |      |      |      |      |      |       |      |      |      |      |  |  |  |  |  |
| 17-20  | Nicholas Pedro    |        | 淘汰   |        |      |      |      |      |      |      |       |      |      |      |      |  |  |  |  |  |
| 21-24  | Rudy Cardenas     | 淘汰   |        |        |      |      |      |      |      |      |       |      |      |      |      |  |  |  |  |  |
| 21-24  | Nicole Tranquillo | 淘汰   |        |        |      |      |      |      |      |      |       |      |      |      |      |  |  |  |  |  |
| 21-24  | Amy Krebs         | 淘汰   |        |        |      |      |      |      |      |      |       |      |      |      |      |  |  |  |  |  |
| 21-24  | Paul Kim          | 淘汰   |        |        |      |      |      |      |      |      |       |      |      |      |      |  |  |  |  |  |

註：尾二表示該參賽者那晚安全通過。有時候，瑞安·西克雷斯特只會宣佈排尾二的參賽者，3月21日那晚他只宣佈了尾二的參賽者，通常是會宣佈尾三的參賽者的。
* 4月25日那集沒有淘汰，改為下週淘汰兩人。

## 相關連結
- 《美國偶像》參賽者官方網站 （页面存档备份，存于）
- USA Today's online American Idol blog
- American Idol Season 6 News （页面存档备份，存于）
- American Idol News - Season 6
- MTV's American Idol Coverage （页面存档备份，存于）